# Bárbara Najas
Bárbara Najas (Guayaquil, Ecuador, 21 de agosto de 1993) es una actriz de televisión ecuatoriana, conocida por interpretar a la Nena en la teleserie 3 familias de Ecuavisa.

## Biografía
Bárbara Najas nació en Guayaquil, Ecuador, el 21 de agosto de 1993.

### Carrera

#### Inicios
Empezó en el mundo de la actuación a los 14 años de edad, en el grupo de Teatro La Mueca, donde Oswaldo Segura fue su maestro de actuación hasta los 16 años de edad. Estudió actuación y producción por unos meses en Argentina.

#### Televisión
Estudió Producción de Televisión en el Instituto Superior de Estudios de Televisión (ITV). Durante su etapa académica, obtuvo la oportunidad de ingresar al elenco 3 familias de Ecuavisa, desde la segunda temporada en el año 2016, donde interpretó a Lorena Plaza "La Nena", una joven perteneciente a la familia Plaza Lagos y que dentro de la trama tuvo una historia crucial que destaca la realidad de una adolescente y su ingreso a la universidad, contrastando su interacción con su padre, Luis Ernesto Plaza (Frank Bonilla), un millonario viudo, y su nueva esposa, Lourdes "Lulú" Lagos (Marcela Ruete); conjugando esto con su romance con Gregory Tomalá (José Luis Tola). Dentro de su entorno también estaban los personajes de Luciana Grassi, Andrés Garzón, Martín Calle, Cecilia Cascante, Miriam Murillo entre otros actores reconocidos a nivel nacional.
Después de formar parte de varias temporadas en 3 familias, viajó a Bogotá, Colombia. En 2018 se unió al elenco de Sin senos sí hay paraíso de Telemundo, donde interpreta a Johanna, un papel antagonista en la cuarta temporada denominada El final del paraíso, junto a los actores Giovanna Andrade, Roberto Manrique, Catherine Siachoque, Carmen Villalobos, Fabián Ríos, y Gregorio Pernía, y que se caracteriza por tener una interacción directa con los protagonistas del seriado.

## Filmografía

### Series y telenovelas
| Año       | Título               | Personaje              |
| --------- | -------------------- | ---------------------- |
| 2019      | El final del paraíso | Johana Duque           |
| 2016-2018 | 3 familias           | Lorena "La Nena" Plaza |
| 2013      | Mi Recinto           | Comadre Carlota        |